# York Central (circonscription du Parlement britannique)

Localisation de la circonscription au sein du Yorkshire du Nord.

La circonscription de York Central est une circonscription électorale britannique. Comme son nom l'indique, elle couvre le centre de la ville d'York, dans le comté du Yorkshire du Nord.
En 2010, l'ancienne circonscription d'York est divisée en deux : York Central et York Outer, cette dernière entourant complètement l'autre et est représentée à la Chambre des communes.

## Liste des députés
- 2010 : Hugh Bayley (travailliste)
- 2015 : Rachael Maskell (travailliste)